# Klaas Landsman
N. P. „Klaas“ Landsman (* 11. September 1963 in Nijmegen) ist ein niederländischer mathematischer Physiker und Mathematiker.
Landsman studierte theoretische Physik und Mathematik an der Universität Amsterdam, an der er 1989 summa cum laude promovierte. Als Post-Doktorand war er von 1989 bis 1997 an der Universität Cambridge, unterbrochen  1993/94 zu einem Aufenthalt an der Universität Hamburg. Ab 1997 war er wieder an der Universität Amsterdam zunächst als KNAW-Fellow, ab 2002 als Professor für mathematische Physik. Ab 2004 ist er Professor an der Radboud-Universität Nijmegen.
Er befasst sich unter anderem mit nichtkommutativer Geometrie, geometrischer Quantisierung und Deformationsquantisierung, Indextheorie, Lie-Groupoiden und -Algebroiden und deren Verbindung zueinander. Außerdem mit Quantenfeldtheorie bei endlicher Temperatur, Zufall und Determinismus, Topos-Theorie und Quantenlogik, spontanem Symmetriebruch, Emergenz und dem Problem der Messung in der Quantenmechanik.
Er erhielt einen Pioneer Grant der niederländischen Forschungsorganisation NWO. 2022 erhielt er den Spinoza-Preis.
Landsman ist Ehrenmitglied der British Society for the Philosophy of Science. 2019 wurde er Mitglied der königlich-niederländischen Akademie der Wissenschaften (KNAW).
Er schrieb zwei populärwissenschaftliche Bücher, eines (Requiem voor Newton) halb-autobiographisch, das andere (Naar alle Onwaarschijnlijkheid) über Zufall.

## Bücher und Übersichtsartikel
- mit Ch. G. van Weert: Real- and imaginary-time field theory at finite temperature and density, Physics Reports, Band 145, 1987, S. 141–249
- Mathematical Topics Between Classical and Quantum Mechanics, Springer, 1998
- Herausgeber mit M. Plaum, M. Schlichenmaier: Quantization of Singular Symplectic Quotients, Progress in Mathematics 198, Birkhäuser 2001
- Requiem voor Newton, Contact, 2005
- Hrsg. mit Ellen van Wolde: The Challenge of Chance: A Multidisciplinary Approach from Science and the Humanities, Springer, 2016
- Foundations of Quantum Theory: From Classical Concepts to Operator Algebras, Springer 2017
- Naar alle Onwaarschijnlijkheid, Prometheus, 2018
- Foundations of General Relativity: From Einstein to Black Holes, Radboud University Press, 2021, Online